# Château de Nobles
Le château de Nobles est situé sur la commune de La Chapelle-sous-Brancion en Saône-et-Loire, à flanc de pente.
Il fait l’objet d’une inscription au titre des monuments historiques depuis le 9 décembre 1946.

## Description
La construction se compose d'un corps de logis couvert d'un toit à croupes et flanqué, à ses deux extrémités, de tours rondes à toits coniques. Celles-ci sont percées de canonnières à leur partie supérieure. La façade Est, flanquée d'une tour carrée hors œuvre sur le pan, à laquelle est accosté un appentis, donne sur une cour que cernent divers bâtiments à usage agricole. L'entrée fortifiée de cette cour est au Sud.
Au-rez-de-chaussée du corps de logis, une porte Renaissance en plein cintre donne accès à un large escalier à vis. Elle s'inscrit dans une travée toscane à pilastres cannelés; à sa gauche, une baie jumelée, transformée tardivement en porte, est également très ornementée, par deux courts pilastres à chapiteaux composites, dont les fûts sont sculptés d'écailles, et qui portent un entablement divisé en caissons.
Dans une pièce du premier étage, se trouve une cheminée monumentale dont le linteau, orné d'un médaillon ovale entouré de cuirs et de rosaces, est porté par quatre colonnes cannelées à chapiteaux ioniques.
Le château est une propriété privée et ne se visite pas.

## Historique
- Agnès de Marchand est dame de Nobles. Elle épouse Hardouin de Nanton, père d'Antoine de Nanton, qui suit :
- Antoine de Nanton, qui appartient à une famille mâconnaise, est seigneur de Nobles, cité en tant que tel en 1370, par héritage de sa mère.
- 1503 : Louis de Nanton, époux de Françoise de Bellecombe, est seigneur de Cruzille, d'Arcenis, Macheron et Nobles.
- Fin du XVIe siècle : veuve de François de Nanton, dernier du nom, Philiberte de Feurs, femme de lettres de la Renaissance, apporte par son remariage la seigneurie à Jean de La Baume dont la famille conservera la propriété jusqu'à la fin de l'Ancien Régime.
- Révolution : le château, propriété de Florent-Alexandre-Melchior de La Baume, comte de Montrevel et baron de Lugny, est pillé et en partie détruit.
- 1856 : lors de travaux de restauration, ce qui reste des fortifications est supprimé.
- 1944 : le château est le siège d'une compagnie hors rang (CHR) née du développement du maquis de l'Échelette[2].

## Héraldique
Ci-après, les blasons des familles nobles ayant successivement possédé la seigneurie de Nobles du XIVe siècle à la Révolution française :

Blason de la famille de Nanton.
Blason de la famille de La Baume-Montrevel.